# Fa'afafine
Fa'afafine是指波里尼西亞（尤其是薩摩亞地區）文化中的跨性別或第三性別，在生理上為男性，但在性別角色分工上更接近女性。
Fa'afafine一詞是由前綴「fa'a」（意指「以...的型態」）及「fafine」（意指「女人」）構成。Fa'afafine（傳統上）是女性性別角色教育下的結果，其社會任務也在傳統中被明確定義；他們傳統上被認定應支持家庭、照顧孩童、打理家務、照護家族中老病者。 
Fa'afafine在當地被當作是一種獨立的性別群體（且不被認定為同性戀）。他們的伴侶通常是男性，偶爾是女性，很少是另一位Fa'afafine。其最主要的特徵在於性別分工及行為表現方面的假定。